# Futómadár
A futómadár (Cursorius cursor) a madarak osztályának lilealakúak (Charadriiformes) rendjébe, ezen belül a székicsérfélék (Glareolidae) családjába tartozó faj.

## Rendszerezése
A fajt John Latham angol ornitológus írta le 1787-ben, a Charadrius nembe Charadrius cursor néven.

## Alfajai
- Cursorius cursor bogolubovi Zarudny, 1885
- Cursorius cursor cursor (Latham, 1787)
- Cursorius cursor exsul Hartert, 1920[2]

## Előfordulása
A Kanári-szigeteken, Afrika északi és Ázsia délnyugati részén elszórtan fészkel, telelni délebbre vonul, kóborló példányai eljutnak Európa több országába is. Természetes élőhelyei a köves nyílt sivatagok, szavannák és cserjések.

### Kárpát-medencei előfordulása
A MME NB a fajt törölte az A kategóriából, mivel előfordulási adata a jelenlegi Magyarország határain kívül esik - 1882. szeptember 25. Bős (Szlovákia).

## Megjelenése
Testhossza 22 centiméter, szárnyfesztávolsága 51-57 centiméter, testtömege 93-156 gramm. Tollazatára a világosbarna a jellemző, ami jó rejtőszín a talajon lévő növényzetben.
|  |

## Életmódja
A lilékhez hasonlóan futva, megállva keresgéli rovarokból, pókokból, apró rákokból, kisebb gyíkokból és csigákból álló táplálékát.

## Szaporodása
Talajon a földbe kapart mélyedésbe rakja fészkét. Fészekalja 2-3 tojásból áll.
|  |

## Természetvédelmi helyzete
Az elterjedési területe rendkívül nagy, egyedszáma ugyan csökken, de még nem éri el a kritikus szintet. A Természetvédelmi Világszövetség Vörös listáján nem fenyegetett fajként szerepel.